# Expédition du Peñón de Vélez (1525)
L'expédition du Peñón de Vélez est une expédition militaire espagnole lancée en 1525 pour reconquérir l'enclave espagnole du Peñón de Vélez de la Gomera, qui fut prise par les Wattasides marocains en 1522. La campagne s'est terminée par un fiasco pour les troupes espagnoles.

## Histoire
En 1508, le général espagnol Pedro Navarro s'empare de l'îlot du Peñón de Vélez de la Gomera alors qu'il combattait les corsaires. Badis occupait une position stratégique et sa capture représentait une menace pour les habitants des environs . Le 22 décembre 1522, les Wattasides reprirent l'îlot et toute la garnison, y compris leur gouverneur, Juan de Villalobos fut tuée. Les Espagnols remarquant une flotte pensèrent qu'il s'agissait de la leur. Ils ouvrirent alors leur porte à la flotte juste pour découvrir qu'il s'agissait d'une flotte marocaine.
En 1525, le marquis de Mondéjar, Luis Hurtado de Mendoza, obtint de Charles Quint la permission de reconquérir l'îlot, ce qu'il accepta. Le plan était de s'emparer de l'îlot pendant la nuit ; cependant, les Espagnols sont arrivés avant la tombée de la nuit. Les Marocains furent prévenus de l’expédition à venir et se préparèrent. Alors que les troupes espagnoles débarquaient, les Marocains les attaquèrent avec vigueur, les mettant en déroute. Les Marocains ont également utilisé leur artillerie pour endommager leurs navires. Luis, qui se trouvait sur son navire près de la côte, a constaté le l'échec mais n'a rien pu faire pour aider les forces débarqués,,.
De nombreux chevaliers espagnols ont été tués, dont Juan Hutado de Mendoza, Garica de Guzman, Gonzalo de Medrano.